# 安萬純一
安萬 純一（あまん じゅんいち、1964年 -）は、日本の小説家・推理作家。東京歯科大学卒業。
2010年、『ボディ・メッセージ』（応募時のタイトルは『ボディ・メタ』）で第20回鮎川哲也賞を受賞しデビュー（月原渉と同時受賞）。このデビュー作は『本格ミステリー・ワールド2011』でその年の「黄金の本格ミステリー」の1冊に選ばれた。

## 作品

### 単行本

#### 探偵・被砥功児（ピート・コージ）シリーズ
- ボディ・メッセージ（2010年10月 東京創元社 / 2013年12月 創元推理文庫）
- ガラスのターゲット（2011年7月 東京創元社）

#### その他の小説
- ポケットに地球儀 探偵作家アマンと謎の密室魔（2012年12月 創元推理文庫）
  - 収録作品：パンク少女と三日月の密室 / ノイズの母と回転する密室 / DJルリカと四角い密室 / メロデス美女とドアのない密室 / 密室魔と空中の密室
- モグリ（2013年2月 幻冬舎）
- 青銅ドラゴンの密室（2014年12月 南雲堂）
- 王国は誰のもの（2015年10月 創元クライム・クラブ）
- 滅びの掟――密室忍法帖（2019年5月 南雲堂）
- 星空にパレット（2021年1月 創元推理文庫）
  - 収録作品：黒いアキレス / 夏の北斗七星 / 谷間のカシオペア / 病院の人魚姫

### 短編
- 峡谷の檻（『密室晩餐会』、2011年6月 原書房 ミステリー・リーグ）
- 日常の謎殺人事件（Webミステリーズ!、2011年7月 東京創元社）[2]
- ガチガチ山殺人事件（Webミステリーズ!、2013年1月 東京創元社）[3]
- ポルターガイストと円筒の密室 （『ミステリーズ!』57号、2013年2月 東京創元社） - 探偵作家アマン氏シリーズ
- なりたて殺人事件（Webミステリーズ!、2015年11月 東京創元社）[4]
- 死に場所と見つけたり（『忍者大戦 黒ノ巻』、2018年8月 光文社時代小説文庫）
- 色里探偵控（『ヤオと七つの時空の謎』、2019年10月 南雲堂）
- 妖人蹴球譚（『妖ファンタスティカ2〜書下し伝奇ルネサンス・アンソロジー』、2019年11月 アトリエサード）
- 影に葵あり（『御城の事件』、2020年4月 光文社時代小説文庫）